# Махтас, Александрас
Александрас Зиселис Махтас (лит. Aleksandras Ziselis Machtas; нем. Alexander Zisel Macht, 6 октября 1892, Каунас — 14 января 1973, Тель-Авив) — литовский шахматист еврейского происхождения. Многократный чемпион Литвы, в составе сборной страны участник двух шахматных олимпиад.
Был третьим из четырех детей Файвеля (Шраги) Махтаса и Леи Гиршзон.
Окончил хедер и иешиву. Во время учебы в иешиве научился играть в шахматы. Затем Махтас решил получить светское образование и начал заниматься математикой и иностранными языками. Свободно владел русским, английским, немецким и французским языком. Также Махтас выучил латинский язык, чтобы получить аттестат русской школы.
Учился на экономическом факультете Льежского университета. Во время краткого визита на родину женился на Эмме (Эстер-Аннет) Кац. По окончании университета вернулся с женой в Каунас.
После начала Первой Мировой войны был выслан с семьей в Екатеринослав. Во время проживания в Екатеринославе у Махтаса и его жены родились четверо детей.
В 1921 г. вернулся в Литву. Работал клерком в Еврейском центральном банке (Centralinis Zydu Bankas). Быстро продвигался по службе. В 1932 году стал генеральным директором банка.
Состоял в еврейском спортивном клубе "Макаби".
В 1932 и 1933 гг. сыграл два матча с В. И. Микенасом. В первом матче он отставал в счете, но смог набрать 4½ из 5 и сохранил звание чемпиона страны. Во втором матче Махтас сначала вышел вперед, но потом проиграл 5 партий подряд. Микенас вспоминал, что предлагал окончательно выяснить отношения еще в одном матче, но Махтас отказался.
Микенас характеризовал Махтаса как "сильного практика, ярко выраженного представителя комбинационной школы".
Был главой Шахматной федерации Литвы. Представлял Литву в ФИДЕ.
Летом 1932 г. старший сын Махтаса Израиль утонул в Немане. Младшие дети Яков и Ривка уехали в Палестину и вступили в кибуц. В 1935 г. Дети уговорили Махтаса переехать к ним. В ожидании переезда Махтас самостоятельно выучил иврит.
После образования Израиля Махтас основал "Индустриальный банк" в Тель-Авиве. Он был директором этого банка до 1963 г. Также Махтас был известен как меценат. Он участвовал в организации Тель-Авивского музея искусств, Национальной оперы и театра "Габима". Махтас организовал в Тель-Авиве ассоциацию литовских эмигрантов.
После Второй мировой войны Махтас не играл в турнирах, но был активным членом Шахматной федерации Израиля (с 1959 г. — президентом). В 1955 г. Махтас был главным судьей чемпионата Израиля.

## Спортивные результаты
| Год         | Город     | Соревнование                                           | +  | − | = | Результат | Место |
| ----------- | --------- | ------------------------------------------------------ | -- | - | - | --------- | ----- |
| 1922        | Каунас    | Чемпионат Литвы (неофициальный)                        |    |   |   | 14 из 26  | 6     |
| 1923        | Каунас    | Чемпионат Литвы (неофициальный)                        |    |   |   |           | 1     |
| 1924        | Каунас    | Чемпионат Литвы (неофициальный)                        |    |   |   |           | 1     |
| 1926        | Каунас    | Чемпионат Литвы (неофициальный)                        |    |   |   |           | 1     |
|             | Каунас    | Матч Каунас — Клайпеда (1-я доска, против С. Гордона)  | 0  | 0 | 2 | 1 из 2    |       |
|             |           | Турнир по переписке журнала "Wiener Schachzeitung"     |    |   |   |           | [ 4 ] |
| 1927        | Каунас    | Чемпионат Литвы (неофициальный)                        |    |   |   |           | 1     |
| 1929        | Рига      | Матч Латвия — Литва (1-я доска, против Г. К. Матисона) | 0  | 1 | 1 | ½ из 2    |       |
| 1930        | Гамбург   | III Олимпиада (сборная Литвы, 1-я доска)               | 4  | 9 | 4 | 6 из 17   |       |
|             | Каунас    | Чемпионат Литвы                                        |    |   |   |           | 1—2   |
| 1931        | Каунас    | Чемпионат Литвы                                        | 10 | 1 | 3 | 11½ из 14 | 1     |
|             | Клайпеда  | Чемпионат Прибалтики                                   |    |   |   | 2½ из 7   | 7     |
|             | Каунас    | Матч Литва — Латвия (1-я доска, против Ф. Апшениека)   | 0  | 1 | 1 | ½ из 2    |       |
| 1931 / 1932 | Каунас    | Чемпионат Литвы                                        |    |   |   | 9½ из 11  | 1     |
|             | Каунас    | Матч с В. И. Микенасом (на звание чемпиона Литвы)      | 6  | 4 | 3 | 7½ : 5½   |       |
| 1932 / 1933 | Рига      | Матч Латвия — Литва (1-я доска, против Ф. Апшениека)   | 1  | 0 | 1 | 1½ из 2   |       |
| 1933        | Каунас    | Матч с В. И. Микенасом (на звание чемпиона Литвы)      | 3  | 6 | 1 | 3½ : 6½   |       |
| 1934        | Каунас    | Чемпионат Литвы                                        |    |   |   | 6 из 10   | 2     |
|             | Каунас    | Матч Литва — Латвия (3-я доска, против М. Фейгина)     | 0  | 0 | 2 | 1 из 2    |       |
|             | Каунас    | Матч с Р. Шпильманом                                   | 0  | 1 | 1 | ½ : 1½    |       |
| 1935        | Варшава   | VI Олимпиада (сборная Литвы, 2-я доска)                | 2  | 7 | 5 | 4½ из 14  |       |
| 1936        | Тель-Авив | Чемпионат Палестины                                    | 2  | 3 | 5 | 4½ из 10  | 7     |
| 1938        | Тель-Авив | Чемпионат клуба им. Эм. Ласкера                        |    |   |   |           | 1     |
|             | Тель-Авив | Командное первенство Палестины                         |    |   |   |           |       |
|             | Тель-Авив | Чемпионат Тель-Авива                                   |    |   |   | 6½ из 10  | 3—4   |